# Związek Północno-Kaukaski
Związek Północno-Kaukaski (ros. Северо-Кавказский Союз) - emigracyjna organizacja północnokaukaska po 1945 r.
Związek został utworzony w Mittenwaldzie w obrębie amerykańskiej strefy okupacyjnej Niemiec krótko po zakończeniu II wojny światowej. Grupował przedstawicieli różnych narodów Północnego Kaukazu. W skład kierownictwa weszli: T.-S. Biezirow z Kabardyno-Bałkarii, b. członek "własowskiego" Komitetu Wyzwolenia Narodów Rosji (KONR) B. Siżażiew, b. kierownik oddziału kabardyno-bałkarskiego pisma "Gazavat" S. Dudujew, K. Tambijew i b. oficer Sił Zbrojnych KONR Efendijew-Kumykow (Albert Karali). Organizacja działała w ścisłej współpracy z amerykańskim wywiadem, otrzymując od niego finanse na prowadzenie działalności o charakterze antysowieckim. Związek został rozwiązany pod koniec lat 40.